# Крайні точки Хорватії
Це список крайніх географічних точок Хорватії

## Координати
- Північ: 46°33′18″ пн. ш. 16°22′08″ сх. д. / 46.55500° пн. ш. 16.36889° сх. д.
Светі-Мартін на Мурі, Меджимурська жупанія, на кордоні зі Словенією,
- Південь: 42°22′40″ пн. ш. 16°20′19″ сх. д. / 42.37778° пн. ш. 16.33861° сх. д.
о. Галіюла, Сплітсько-Далматинська жупанія,
материкова частина: Превлака, Дубровницько-Неретванська жупанія 42°23′32″ пн. ш. 18°31′52″ сх. д. / 42.39222° пн. ш. 18.53111° сх. д.
- Захід: 45°29′13″ пн. ш. 13°29′30″ сх. д. / 45.48694° пн. ш. 13.49167° сх. д.
поблизу Башанії, Істрійська жупанія
- Схід: 45°11′45″ пн. ш. 19°26′50″ сх. д. / 45.19583° пн. ш. 19.44722° сх. д.
поблизу Ілока, Вуковарсько-Сремська жупанія, на кордоні з Сербією.

## Відносно рівня моря
- Найвища: гора Динара, Динарські Альпи, (1831 м), 44°3′22″ пн. ш. 16°22′53″ сх. д. / 44.05611° пн. ш. 16.38139° сх. д.[1]
- Найнижча: адріатичне узбережжя